# Oboe (radionavigazione)
L'Oboe, acronimo di Observer Bombing Over Enemy, designazione aziendale AMES Type 9000, era un sistema di radionavigazione utilizzato  nel corso della seconda guerra mondiale, per guidare i velivoli della britannica Royal Air Force durante le missioni di bombardamento strategico sul territorio tedesco. Fu utilizzato per la prima volta il 31 dicembre 1942 durante il bombardamento di Düsseldorf.
Il sistema Oboe usava due stazioni trasmittenti a terra, posizionate in territorio britannico in due distinti e lontani siti. Una aveva il compito di fornire indicazioni sulla rotta ed eventuali correzioni, l'altra informava di aver raggiunto il punto precedentemente stabilito per lo sgancio delle bombe sull'obbiettivo. I segnali venivano ricevuti da un De Havilland Mosquito appositamente equipaggiato, che aveva funzioni di indicatore dell'obiettivo. Determinata la posizione del bersaglio, veniva ritrasmessa ai bombardieri.

## Principio di funzionamento
Le due stazioni trasmittenti erano chiamate in codice Mouse (Topo) e  Cat (Gatto). Inizialmente erano posizionate Mouse a Cromer e Cat  a Dover. Entrambe seguivano costantemente il tragitto di un Mosquito dotato di un transponder. Il transponder ritrasmetteva i segnali ricevuti e la differenza di tempo tra trasmissione e ricezione, calcolata in Inghilterra, dava la distanza da ognuna delle due stazioni. Ognuna delle stazioni Oboe, utilizzava l'informazione di distanza per definire una circonferenza di raggio noto. L'intersezione delle due circonferenze era la posizione dell'aereo. Il Mosquito volava lungo la circonferenza controllata dalla stazione Cat e, se deviava dalla rotta, il pilota riceveva indicazioni per ritornare sul percorso ottimale. Quando veniva raggiunta la intersezione con la circonferenza calcolata dal Mouse, l'aereo lanciava le proprie bombe o segnalatori per marcare la posizione, visibili da altri bombardieri.